# Cantharis pellucida
Espèce
Cantharis pellucida est une espèce d'insectes de l'ordre des coléoptères et de la famille des Cantharidae.

## Synonymes
- Cantharis pelluida
- Cantharis baudii Fiori 1914
- Cantharis cantiata Stephens 1830
- Cantharis croissandeaui Pic 1927
- Cantharis dietzi Roelofs 1946
- Cantharis meridionalis Fiori 1914
- Cantharis mirabilis Dalla Torre 1880
- Cantharis obscuripes Everts 1921
- Cantharis rauterbergi Reitter 1893